# Trofimoff-Schieber

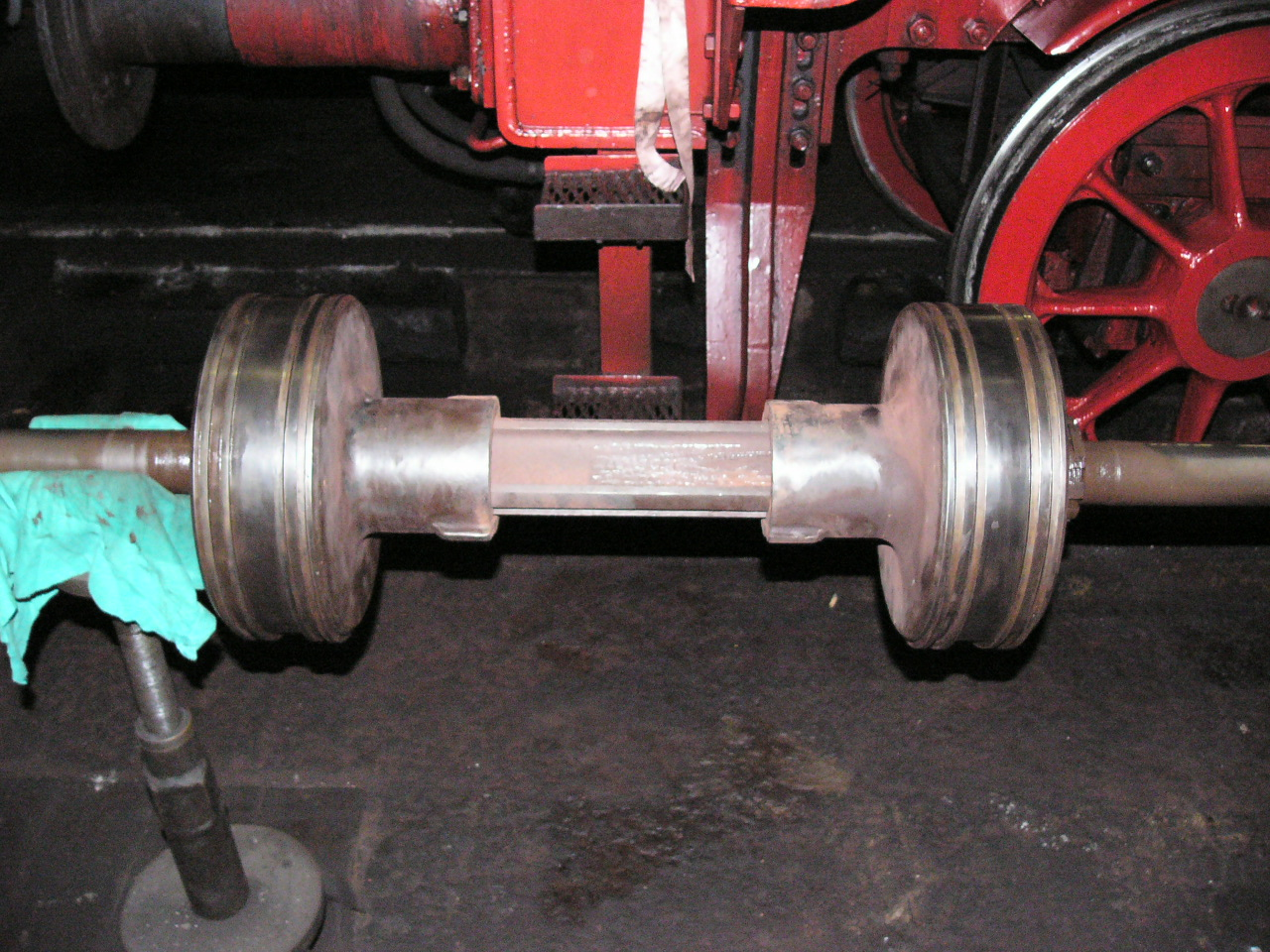
Trofimoffschieber der Güterzugdampflokomotive 41 1144 im geschlossenen Zustand. Die Schieberkörper stecken auf den Stützplatten. Die Schieberstange ist wegen der besseren Durchströmung ausgefräst. Die jeweils vier Kolbenringe der Schieberkörper sind gut zu sehen. Die Schieber haben bei dieser Lokomotive einen Durchmesser von 300 mm

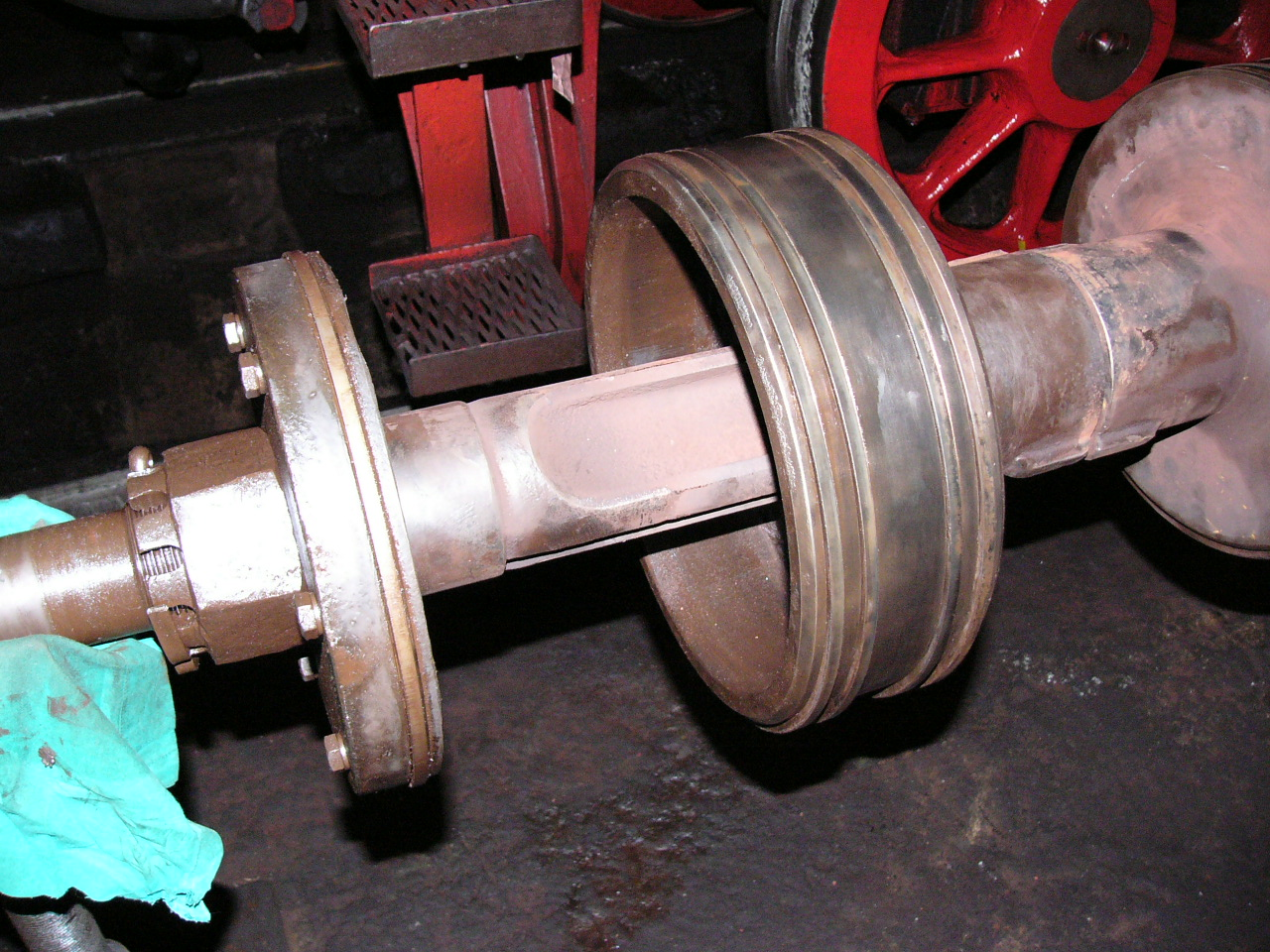
Trofimoffschieber der Güterzugdampflokomotive 41 1144 im geöffneten Zustand. Die Schieberkörper befinden sich lose auf der Schieberstange, in mittlerer Totpunktlage. Links davor ein Stützkörper. Im eingebauten Zustand werden die Schieberkörper durch die Schieberbuchse und die Schieberstange durch die Tragbuchsen genau zentriert, sodass sich die Stange berührungslos durch die Schieberkörper bewegen kann.

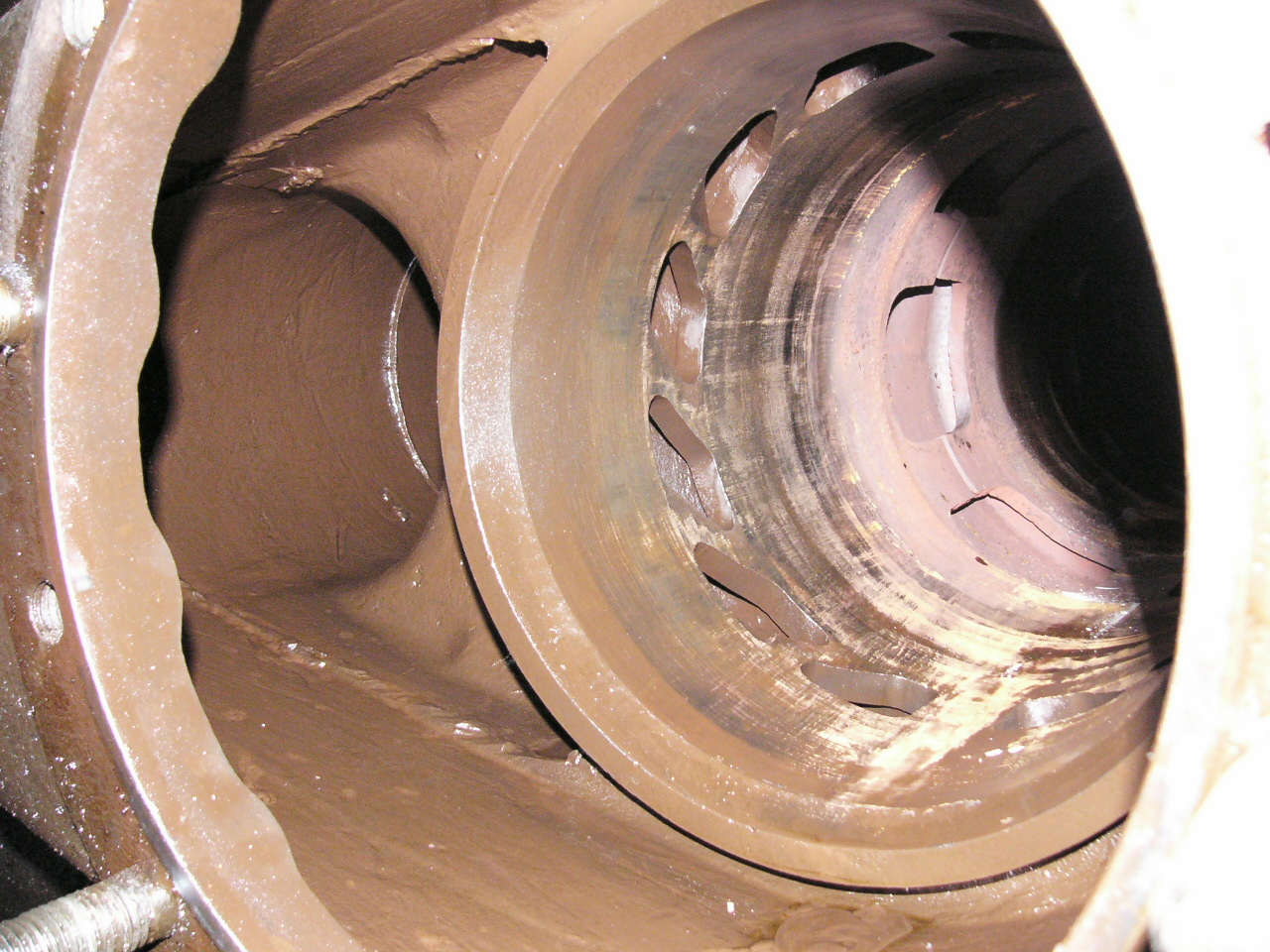
Zylinderblock mit Schieberbuchse der Güterzugdampflokomotive 41 1144, links der Ausströmkanal

Der Trofimoff-Schieber (auch Trofimov-, Trofimow-, Troffimoff- oder Trofimof-) ist ein federloser Druckausgleichkolbenschieber für Dampfmaschinen (besonders Dampflokomotiven).    
Der Trofimoff-Schieber besteht aus der Schieberstange, den darauf verschiebbaren Schieberkörpern und den beiden Stützplatten. Während der Lastfahrt werden die Schieberkörper durch den Dampfdruck auf die Stützplatten gedrückt und arbeiten wie Regelkolbenschieber. Wird die Dampfzufuhr abgestellt bzw. bei einer Dampflokomotive der Regler geschlossen, fällt der Dampfdruck weg, die Schieberkörper bleiben wegen der Kolbenringspannung in der inneren Totpunktlage nahe der Zylindermitte stehen. Die Schieberstange bewegt sich ohne Berührung der Schieberkörper mit den auf ihr befestigten Stützplatten weiter hin und her. Ein vollkommener Druckausgleich und damit ein hervorragender Leerlauf der Dampfmaschine/-lokomotive ist gegeben.
Die auf der Schieberstange befestigten Stützplatten tragen ebenfalls einen Kolbenring. Dieser dämpft das „Schließen“ der verschiebbaren Schieberkörper.
Bei Schmalspurlokomotiven (zum Beispiel der DR-Baureihe 99.23–24) sind diese Kolbenringe nicht vorhanden. Man hört bei diesen Loks beim Übergang von Leerlauf auf Lastfahrt das charakteristische Klack-Geräusch beim Schließen der Schieber. Dieser Kolbenring auf dem Stützkörper ist eine Weiterentwicklung des damaligen Raw Meiningen. 
Damit im Schadensfall nicht der gesamte Zylinderblock der Lokomotive gewechselt werden muss, laufen die Schieber in speziellen Buchsen. Die Schieberbuchse besteht aus zwei Teilen und wird jeweils von vorne und hinten in den Zylinderblock eingepresst. Mit speziellen Bohrgeräten kann diese Buchse bei Instandsetzung mehrfach ausgebohrt werden. Auf dem letzten Foto sind im hinteren Bereich der Stoß der beiden Buchsenhälften und rechteckige Öffnungen sichtbar. Diese sind die Dampfeinströmöffnungen. Durch die vorderen schrägen Schlitze strömt der Dampf zu den Kolben der Dampfmaschine. Der vordere Bereich, außerhalb der Schieberbuchse, wird als Ausströmkasten bezeichnet und mündet über Ausströmrohr, das Standrohr und den Blasrohrkopf zentrisch unter dem Schornstein der Lokomotive. 
Die Schieberkörper steuern durch ihre Bewegung (wechselseitiges Öffnen und Schließen der schrägen Schlitze) den Gasaustausch der Dampfmaschine.